# Wet Dream
Wet Dream é o álbum de estreia do cantor e compositor Richard Wright, mais conhecido por ter sido tecladista e um dos vocalistas da banda britânica de rock Pink Floyd. O disco foi produzido pelo próprio músico e lançado em maio de 1978.
O projeto foi escrito durante um período difícil na carreira do músico, que enfrentava crises em seu casamento, além de terem ocorrido, nesta época, as primeiras crises graves dentro do Pink Floyd, relacionadas com a turnê de divulgação do álbum Animals. Após o lançamento de Wet Dream, durante as sessões de The Wall, Richard foi demitido de sua banda.
O trabalho é majoritariamente autoral, exceto "Pink's Song", escrita por Wright em parceria com sua esposa, Juliette Wright. A maior parte do projeto contém músicas instrumentais, baseadas no jazz fusion e rock progressivo, estilo que o Pink Floyd também explorava. Segundo Richard, o disco é bastante pessoal, e as canções foram escritas durante uma temporada que o artista passou na Grécia.
Mesmo sendo um projeto solo de um integrante do Pink Floyd, o álbum praticamente passou despercebido pela mídia em geral, embora tenha sido lançado em vários países do mundo ao longo de 1978. Na década de 90, Wet Dream foi relançado em CD em países da América do Norte e na Rússia. Em 2023, o álbum foi remixado, em edição conduzida por Steven Wilson.

## Antecedentes

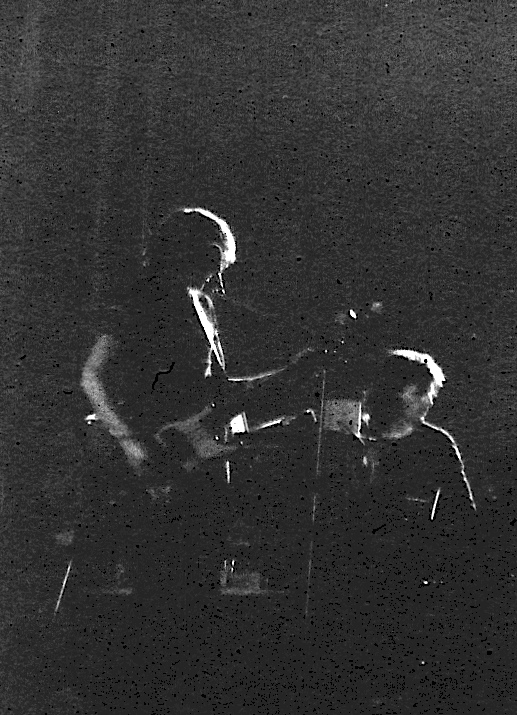
Roger Waters e Richard Wright em apresentação do Pink Floyd, em 1975.

Em janeiro de 1977, o Pink Floyd havia lançado o álbum Animals, cuja produção se evidenciou as primeiras discórdias no grupo. Num contexto social problemático e com a ascensão e influência do movimento punk na Inglaterra, o projeto resultou em um clima agressivo e sombrio. Foi o primeiro trabalho da banda sem quaisquer composições de Richard Wright. O baixista e vocalista Roger Waters escrevendo sozinho quase todas as músicas. David Gilmour ainda compôs "Dogs", mas, mesmo assim, sua contribuição foi menor. O guitarrista, na época, estava concentrado no nascimento de sua primeira filha.
A In the Flesh Tour foi igualmente problemática para o grupo. Em alguns shows, Waters chegava sozinho no local e ia embora pouco depois de as apresentações acabarem. Em uma ocasião, Wright voltou para a Inglaterra ameaçando deixar a banda. Segundo o ponto de vista de David Gilmour, o Pink Floyd já tinha chegado ao seu auge e nada de novo seria interessante de se fazer. Em julho de 1977, no último show da turnê ocorrido no Estádio Olímpico de Montreal, um pequeno grupo de fãs barulhentos na primeira fila da plateia irritou Roger de tal forma que ele cuspiu em um deles. Waters não era a única pessoa que se incomodava por ter de tocar para públicos tão grandes: Gilmour recusou-se a tocar o habitual bis da banda.
Após a turnê de Animals, a banda teve tempo livre para descanso e os quatro integrantes se dispersaram em afazeres distintos. Enquanto Roger Waters concentrava seus esforços em ideias que, posteriormente, dariam corpo ao projeto The Wall, David Gilmour resolveu trabalhar um disco solo: David Gilmour. Wright, encorajado pela esposa, decidiu também trabalhar sozinho em um álbum. Nesta época, o casamento do artista estava em crise. O contexto delicado de sua vida pessoal acabou por influenciar as composições do disco.

Animals foi um trabalho árduo. Não era um disco divertido de fazer, mas foi quando Roger realmente começou a acreditar que era o único compositor da banda. Ele acreditava que era só por causa dele que a banda ainda estava indo para frente, e obviamente, quando ele começou a desenvolver seu ego, a pessoa com quem ele tinha conflitos era eu.— Richard Wright, a respeito do álbum Animals.

## Concepção e desenvolvimento
Em um projeto solo, você tem que estar em cima dele, o tempo todo, constantemente. Eu nunca estive no controle antes, totalmente, de modo que é uma das razões pelas quais fiz um álbum solo, para colocar-me neste tipo de situação e ver se eu conseguiria lidar com isso. Foi um desafio, porque é uma maneira tão diferente de fazer um disco, do que trabalhar com uma banda como nós, que compartilha a produção, e trabalha bastante em conjunto.

–Richard Wright, Melody Maker (1978)
Segundo Richard Wright, todo o material que compõe o álbum foi escrito em Lindos, Grécia, onde ele estava passando férias com sua família. Nesta época, o guitarrista David Gilmour também esteve na mesma localidade. Assim, as famílias de Wright e Gilmour mantiveram um contato mais próximo. Participavam em festas de lua cheia, consideradas bastante divertidas pelos músicos. No entanto, há relatos quanto ao uso de bebidas alcoólicas e drogas. Enquanto isso, o relacionamento conjugal de Richard se deteriorava. Produzir Wet Dream foi um momento oportuno para o cantor, pois, há algum tempo que Wright não apresentava canções novas. O álbum, mais tarde foi definido como "muito pessoal", baseado nos sentimentos do compositor nessa época.
Wright, por sua vez, evitou fazer um álbum com arranjos de teclado "extravagantes", como fez em Ummagumma, do Pink Floyd, porque sua inspiração estava voltada para um tipo de música mais calma. A maioria das letras, por sua vez, questionam as suas raízes e a sua sensação de pertencimento. "Against the Odds", por exemplo, foi escrita numa vila onde o cantor estava passando as férias e que, posteriormente, tornou-se sua segunda casa.
"Pink's Song", ao contrário do que muitos supõem, não é um desabafo em relação à banda, mas sobre a governanta da casa de Richard, que na faixa foi apelidada de Pink e foi com o casal Wright para a Grécia, ajudando a cuidar dos dois filhos do casal. A canção "Waves" foi, inicialmente, a única escrita com arranjos de saxofone. Porém, o cantor mudou de ideias durante as gravações do álbum.
O título do álbum, Wet Dream, surgiu com a combinação de duas sensações inerentes ao álbum: wet, pelo fato do disco ter uma "sensação aguada", na visão de Rick, e dream, pelas sensações oníricas que a música do Pink Floyd produz nos ouvintes mas, principalmente, devido a referências à Grécia, retomando seus questionamentos acerca de seu pertencimento. O músico reconheceu que o nome soaria ambíguo, mas tratava-se de um jogo de palavras que estava preso em sua mente.

## Gravação

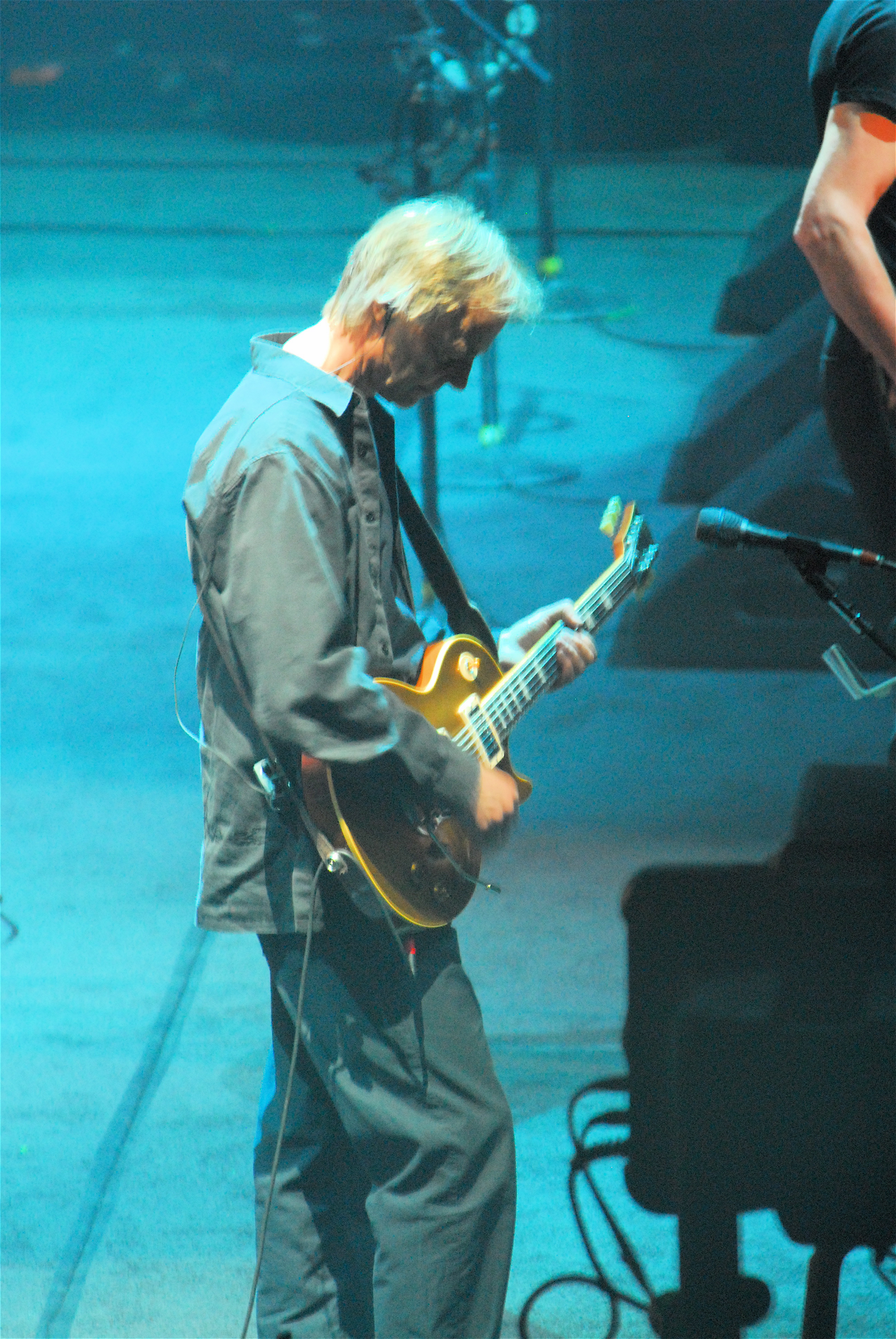
Snowy White gravou as guitarras em Wet Dream.

Em janeiro de 1978, Wright iniciou as gravações do álbum no Super Bear Studios, localizado na França, logo após David Gilmour ter desocupado o estúdio. O músico tocou com Snowy White, que trabalhara com o Pink Floyd na turnê anterior e executou as guitarras do disco de Rick. Para ele, era importante gravar num ambiente que lhe inspirasse confiança e tranquilidade, dando assim prioridade a instrumentistas com os quais mantinha um certo contato. As sessões de gravação duraram cerca de um mês, durante o qual Richard realizou algumas mudanças em seu álbum.
Para a canção "Waves", o cantor recrutou o músico Mel Collins para tocar saxofone. Richard tinha um apreço muito forte por sax, tanto que músicos como John Coltrane, Miles Davis e Eric Dolphy eram seus favoritos, além de gostar particularmente de várias canções do Pink Floyd em que o sax tem presença. Segundo ele, a participação de Collins foi tão positiva que o músico resolveu incluir o saxofone em outras faixas do álbum.
Wright utilizou ainda vários sintetizadores. Um deles, em especial na música "Mediterranean C", foi o Oberheim 4 Voice Polyphonic, um sintetizador vocal popularizado durante a década de 70. O tecladista também usou um piano elétrico clavinet, de modelo D6, que utilizava desde 1975, e que foi bastante utilizado neste álbum, principalmente nas faixas "Waves" e "Funky Deux". Também utilizou um piano rhodes Fender, um órgão hammond B-3, um piano acústico Yamaha e um sintetizador ARP String Ensemble.

## Projeto gráfico
A capa de Wet Dream foi produzida por Hipgnosis, agência na qual foram feitos, até àquela data vários projetos gráficos de álbuns do Pink Floyd, como Atom Heart Mother, The Dark Side of the Moon e Wish You Were Here.
A parte frontal do projeto mostra alguém sentado à beira de uma piscina, com uma taça contendo uma bebida ao lado. A versão em cassete de Wet Dream contém uma ilustração distinta, mostrando um homem na água. No interior do álbum há uma foto de Rick nas mãos de uma pessoa e, desta vez, a taça está deitada. Os créditos aparecem no canto inferior esquerdo. O encarte não possui letras das músicas.

## Lançamento e recepção
| Críticas profissionais | Críticas profissionais |
| Avaliações da crítica  | Avaliações da crítica  |
| Fonte                  | Avaliação              |
| ---------------------- | ---------------------- |
| Allmusic               | [ 1 ]                  |
| Car Stereo Review      | [ 10 ]                 |

Wet Dream foi lançado em maio de 1978 nos formatos LP, cassete e cartucho, em vários países do mundo. Pelo fato dos integrantes do Pink Floyd, como um todo, terem optado pelo anonimato, o álbum passou despercebido do público em geral, que nem sequer reparou que o trabalho em questão era da autoria de um integrante da banda. O lançamento da obra teve um impacto direto dentro do Pink Floyd, a começar pelo próprio baixista Roger Waters que, surpreendido com as canções de Wright, se aborreceu pelo fato de o músico não as ter mostrado para a banda antes de produzi-las em carreira solo.
Ainda naquele ano foi lançado um single promocional de Richard em parceria com David Gilmour. No A-side, "Drop in from the Top", e no B-side a canção "No Way", do álbum solo de Gilmour, lançado naquele mesmo ano e também gravado no estúdio de Wet Dream. O single foi lançado exclusivamente na França.
O álbum recebeu duas resenhas da mídia especializada, ambas publicadas anos depois do lançamento do álbum. O Car Stereo Review analisou o disco em 1994, próximo ao lançamento de The Division Bell, relembrando que 1978 fora um ano agitado para os fãs de Pink Floyd. Segundo o resenhista Bill Wolfe, Wet Dream é sereno e agradável, e grande parte do êxito musical do disco se deve ao entrosamento de Wright, White e Collins. Destacando as faixas "Cat Cruise" e "Waves", o autor atribuiu quatro estrelas de cinco ao projeto.
O Allmusic, por sua vez, atribuiu três estrelas de cinco ao álbum, considerando que o trabalho, apesar de conter boas faixas é muito semelhante à música do Pink Floyd, principalmente em relação à época de The Dark Side of the Moon. O editor William Ruhlmann afirmou que, embora o disco traga o nome de Richard como artista solo, as canções deste álbum poderiam ter sido aproveitadas pela banda. Assim, a tentativa de soar como músico completamente independente não teve completo êxito, ao olhar do autor da resenha.
Durante a década de 90, o disco foi relançado em CD pela One Way Records, um selo da gravadora Sony Music no Canadá e Estados Unidos. Em 1997, o trabalho também foi relançado na Rússia e, após a morte de Richard, também foi relançado na Austrália em 2008.
Em 2023, uma edição de luxo remixada de Wet Dream foi anunciada para o dia 28 de julho, data em que Wright completaria 80 anos de idade. O trabalho, lançado em vinil, CD e pela primeira vez nas plataformas digitais, ganhou um novo design de Carl Glover a partir de uma fotografia de Costas Spathis. A edição foi encomendada e autorizada pelos filhos do artista. Todas as faixas contaram com uma nova mixagem de Steven Wilson.

## Estilo musical e temas

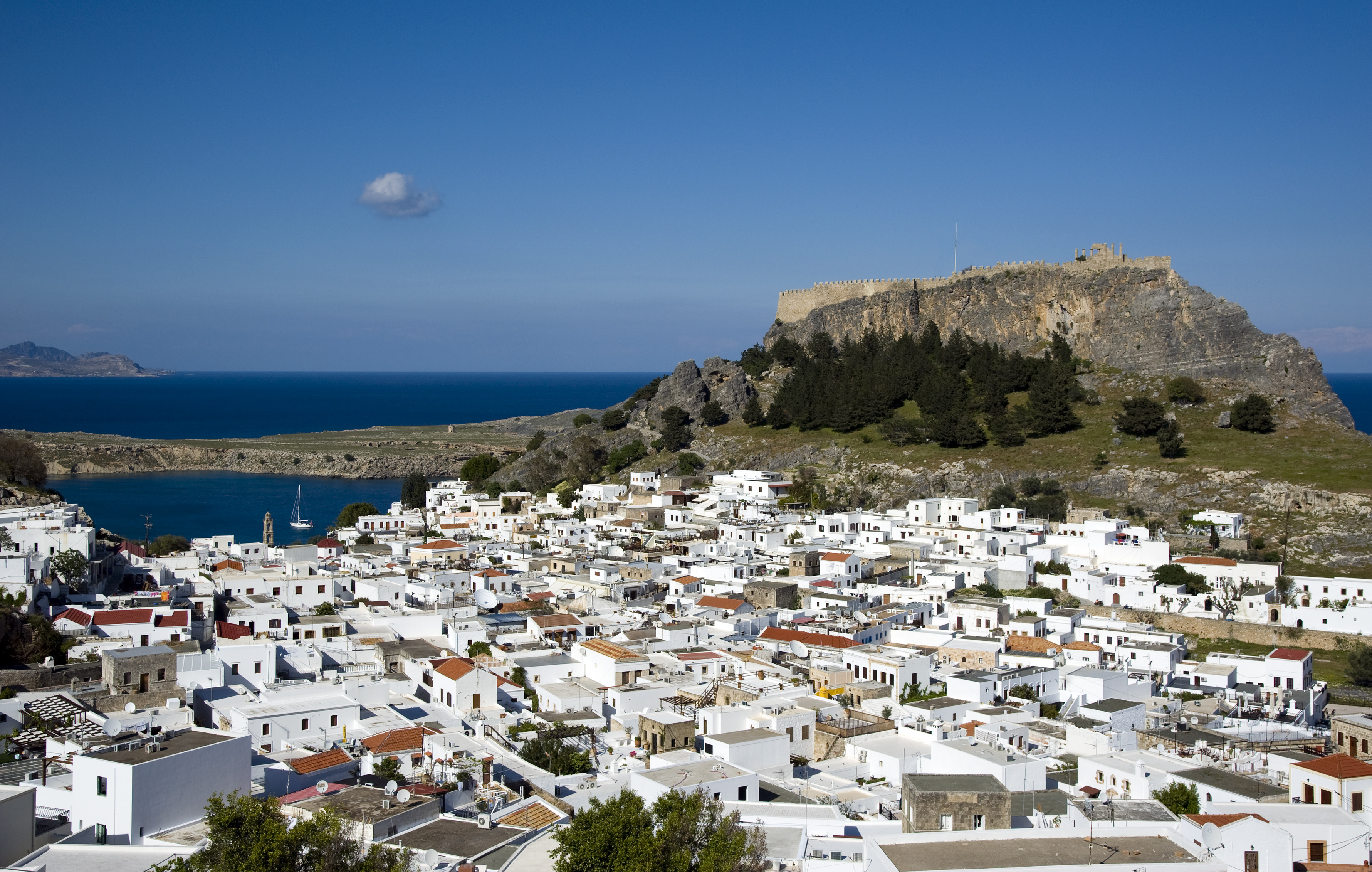
Lindos, local onde Richard escreveu as músicas de Wet Dream.

Grande parte do álbum possui forte influência do jazz fusion, estilo que pauta das muitas músicas de Richard. O trabalho é considerado por grande parte da mídia especializada como um disco bastante semelhante a outros álbuns do Pink Floyd como The Dark Side of the Moon. Isto deve-se ao fato dos teclados do músico serem, durante um longo período na história do grupo, parte fundamental de sua música. A presença dos músicos Snowy White e Mel Collins, que participaram de turnês do Floyd, na ficha técnica de Wet Dream também explica esta semelhança.
"Mediterranean C", "Cat Cruise", "Waves", "Mad Yannis Dance", "Drop in from the Top" e "Funky Deux" são faixas instrumentais. Grande parte delas abrangem gêneros como o rock progressivo e o new age, preenchidas pelo sax de Collins. O disco, no geral, possui uma atmosfera calma e lenta. "Waves" e "Cat Cruise", por exemplo, utilizam o pedal abafador. "Summer Elegy", entre outras faixas do álbum, remetem para o instrumental executado por Richard no álbum Wish You Were Here, porém sem o seu caráter mecanizado.
"Alguma coisa tem que mudar
Nós não podemos continuar assim
Um ano a mais e mais inseguro
Para onde vamos a partir daqui?
Muitas noites e dias
Eu tenho passado com você
Falando sobre o que deveríamos fazer
Eu não posso dizer
Nada mais está claro para mim"
As interpretações vocais de Richard também acompanharam as canções, de forma calma, embora grande parte das letras demonstrem sua insatisfação conjugal, principalmente traduzida nas músicas "Against the Odds" e "Summer Elegy", esta última com parte da letra citada acima.

## Legado
Rick escreve essas coisas singulares, mas as mantém em segredo e depois as coloca em seus álbuns solo, que ninguém nunca ouviu. Ele nunca as partilhou. Era algo inacreditavelmente estúpido.

–Roger Waters, sobre o álbum de Richard.
Por conta de Wet Dream, Richard Wright declarou-se renovado musicalmente, de modo a continuar a contribuir fortemente para o Pink Floyd. Na época em que o tecladista foi entrevistado para a Melody Maker, a banda preparava-se para trabalhar nas fitas demo de The Wall, produzidas por Roger. A participação de Rick como produtor musical de seu próprio álbum solo acabou sendo uma experiência que, em sua visão, contribuiria para o seu trabalho no então futuro disco do Pink Floyd. Em The Wall, o músico insistiu em trabalhar na produção musical, juntamente com Roger e Bob Ezrin. No entanto, a participação de Wright, que procurava um crédito de produção para toda a banda, não foi bem aceita, causando grandes atritos entre os membros.

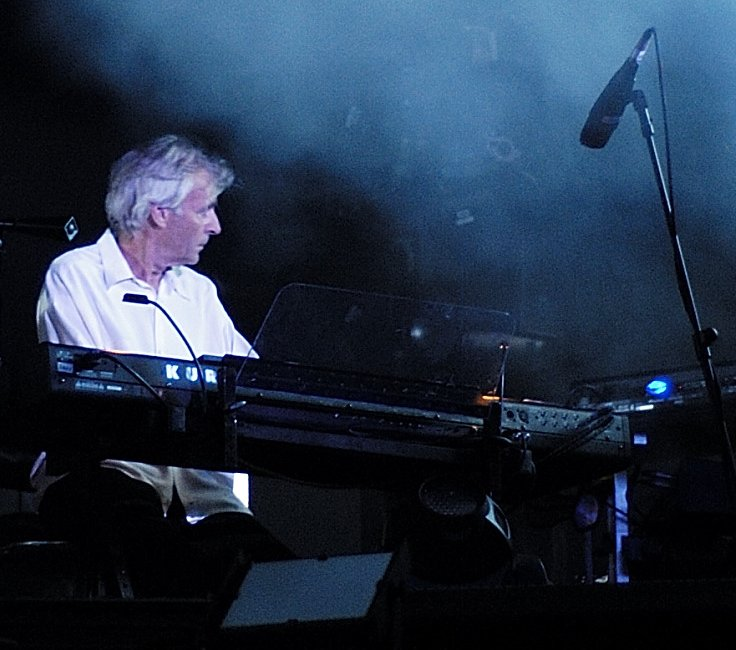
Richard Wright em 2006, durante show de David Gilmour.

As crises relacionadas com o casamento de Richard cresceram. Diferentemente de Mason, Waters e Gilmour, os filhos de Wright já estavam maiores. Por isso, o tecladista sentia uma necessidade maior de acompanhá-los. Além disso, o músico passou a apresentar sintomas de depressão. O tempo para a gravação de The Wall era escasso, e as sessões no estúdio eram longas. O tecladista não conseguia produzir sob pressão. Em uma destas situações de forte atrito, Roger Waters sentiu que Richard não estava disposto a contribuir para o disco, e o demitiu da banda. Porém, o músico recusou-se a deixar o grupo sem concluir o álbum, e continuou como músico contratado juntamente com Peter Wood e Fred Mandel. A sua saída do grupo não foi anunciada para a imprensa.
Anos depois, após ter participado da turnê de The Wall e não ter seguido com o Pink Floyd, Wright lançou Identity em 1984, um projeto do tecladista com Dave Harris, intitulado de Zee. Não satisfeito com o resultado, o disco foi considerado pelo artista como um "erro experimental" que nunca deveria ter sido lançado. Richard também tinha críticas a Wet Dream, considerando as letras infantis e a produção amadora, mas também levando em conta, num olhar retrospectivo, de que havia muita singularidade neste trabalho em geral. O cantor ficaria finalmente satisfeito ao lançar Broken China em 1996, após considerar o resultado de A Momentary Lapse of Reason (1987) e The Division Bell (1994), trabalhos que participou novamente com o Pink Floyd, como relativamente fracos em comparação à sua criatividade pessoal e à do grupo na sua formação clássica.

Wet Dream (meu primeiro álbum solo lançado em 1978) era um pouco amador. Não foi muito bem produzido e as letras não eram muito fortes, mas hoje, eu acho que há algo de singular nele. Atualmente, eu gosto dele.— Richard Wright sobre Wet Dream, em 1996.

## Faixas
Todas as faixas creditadas a Richard Wright, exceto "Pink's Song", de Richard Wright e Juliette Wright.
| Lado A |                    |         |  |
| N.º    | Título             | Duração |  |
| 1.     | "Mediterranean C"  | 3:52    |  |
| 2.     | "Against the Odds" | 3:57    |  |
| 3.     | "Cat Cruise"       | 5:14    |  |
| 4.     | "Summer Elegy"     | 4:53    |  |
| 5.     | "Waves"            | 4:19    |  |

| Lado B |                        |         |  |
| N.º    | Título                 | Duração |  |
| 1.     | "Holiday"              | 6:11    |  |
| 2.     | "Mad Yannis Dance"     | 3:19    |  |
| 3.     | "Drop in from the Top" | 3:25    |  |
| 4.     | "Pink's Song"          | 3:28    |  |
| 5.     | "Funky Deux"           | 4:57    |  |

## Ficha técnica
Lista-se abaixo os profissionais envolvidos na produção de Wet Dream.
Banda
- Richard Wright - vocal, produção musical, arranjos, pianos, órgão hammond, teclados, sintetizador vocal oberheim
- Snowy White - guitarra
- Larry Steele - baixo
- Reg Isidore - bateria
- Mel Collins - saxofone, flauta

Equipe técnica
- John Etchells - engenheiro de áudio
- Patrick Jauneaud - assistente de áudio
- Phil Taylor - equipamentos de áudio

Projeto gráfico
- Hipgnosis - Design da capa e fotografias
- Brimson - fotografias